# Benowo (Pakal)
Benowo is een bestuurslaag in het regentschap Surabaya van de provincie Oost-Java, Indonesië. Benowo telt 8843 inwoners (volkstelling 2010).